# Acordul de la Saint-Jean-de-Maurienne
Acordul de la Saint-Jean-de-Maurienne  a fost un acord secret semnat de reprezentanții Franței, Italiei și Regatului Unit în localitatea Saint-Jean-de-Maurienne pe 26 aprilie 1917 și intrat în vigoare în perioada august – septembrie 1917. Proiectul acordului a fost conceput de ministrul de externe al Italiei pentru rezolvarea conflictelor de interese ale celor trei puteri în Orientul Mijlociu . Negociatorii principali au fost ministrul de externe italian Sidney Sonnino și premierii italian, britanic și francez. Rușii nu au fost invitați să participe la negocieri, de vreme ce regimul țarist se prăbușise. 
La ședința din 19 aprilie au participat prim-miniștrii britanici și francezi, David Lloyd George Alexandre Ribot, și premierul italian și ministrul de externe, Paolo Boselli și Sidney Sonnino.
Acordul a fost conceput pentru echilibrarea balanței puterii pe frontul din Orientul Mijlociu, după retragerea forțelor ruse din regiunea Caucazului, în ciuda implicării în luptele de pe acest front a forțelor Republicii Democrate Armene. 

## Context
Vedeți și: Tratatul de la Londra (1915) și Împărțirea Imperiului Otoman
Reprezentanții Regatului Unit, Franței, Rusiei și Italiei s-au întâlnit la Londra pentru semnarea unei înțelegeri care să deschidă calea participării celei din urmă la luptele Primului Război Mondial. În timpul negocierilor de la Londra, Italia nu a reușit să-și asigure recunoașterea intereselor în Imperiul Otoman. Cele patru puteri au decis ca Imperiul Otoman să fie împărțit între puterile semnatare, iar Italia să primească o „parte dreaptă” în regiunea Adana. Întinderea zonei italiene de ocupație urma să fie decisă mai târziu. 

## Punerea în practică
Vedeți și: Războiul de Independență al Turciei, Ocuparea Smirnei, și  Conferința de Pace de la Paris din 1919
În conformitate cu prevederile acestui pact, Franța ocupa regiunea Adana, în vreme ce Italia urma să primească restul Anatoliei de sud-vest, inclusiv Izmirul (Smirna) 
. În 1919, premierul elen Eleuthérios Venizélos, prin obținerea permisiunii delegațiilor de la Conferința de Pace de la Paris pentru ocuparea smirnei, în ciuda opoziției italienilor, bazate pe promisiunile de la Londra.